# تنگناهراسی (فیلم ۲۰۰۳)
«تنگناهراسی» (انگلیسی: Claustrophobia (2003 film)) فیلمی در ژانر ترسناک و اسلشر است که در سال ۲۰۰۳ منتشر شد. از بازیگران آن می‌توان به ملانی لینسکی، مری‌لین رایسکوب، و جودیت اودی اشاره کرد.